# Europejska Olimpiada Matematyczna dla Dziewcząt
Europejska Olimpiada Matematyczna dla Dziewcząt - konkurs matematyczny, na poziomie szkoły średniej, polegający na rozwiązywaniu zadań matematycznych.
Pierwsza Europejska Olimpiada Matematyczna dla Dziewcząt odbyła się Cambridge w 2012 roku. W klasyfikacji drużynowej wygrały Polki w składzie, Barbara Mroczek, Anna Siennicka, Anna Olech z XIV Liceum Ogólnokształcącego im. Stanisława Staszica w Warszawie oraz Agata Latacz z V Liceum Ogólnokształcącego im. A. Witkowskiego w Krakowie.